# Phong trào độc lập Ấn Độ
Phong trào độc lập Ấn Độ bao gồm các hoạt động và ý tưởng nhằm chấm dứt Công ty Đông Ấn (1757-1858) và Đế quốc Ấn Độ thuộc Anh (1858-1947) ở tiểu lục địa Ấn Độ. Phong trào này kéo dài tổng cộng 190 năm (1757-1947).

## Lịch sử
Các phong trào quân sự đầu tiên được tổ chức ở Bengal, nhưng sau đó họ đã vận động trong Đại hội toàn quốc Ấn Độ mới thành lập với các nhà lãnh đạo cấp tiến vừa phải chỉ tìm kiếm quyền cơ bản của họ xuất hiện trong các kỳ thi Dịch vụ Dân sự Ấn Độ cũng như nhiều quyền, cho người dân đối với đất đai. Phần đầu của thế kỷ 20 đã chứng kiến một cách tiếp cận triệt để hơn đối với tự trị chính trị do các nhà lãnh đạo đề xuất như Lal, Bal, Pal và Aurobindo Ghosh, V. O. Chidambaram Pillai. Các giai đoạn cuối cùng của cuộc đấu tranh tự trị kể từ những năm 1920 trở đi đã chứng kiến Quốc Đại thông qua chính sách của ông Mohandas Karamchand Gandhi về bất bạo động và chống đối dân sự và một số chiến dịch khác. Những người theo chủ nghĩa dân tộc như Netaji Subhash Chandra Bose, Bhagat Singh và Vinayak Damodar Sawarkar đã thuyết giảng cách mạng vũ trang để đạt được sự tự trị. Các nhà thơ và nhà văn như Subramaniya Bharathi, Allama Iqbal, Josh Malihabadi, Mohammad Ali Jouhar, Bankim Chandra Chattopadhyay và Kazi Nazrul Islam đã sử dụng văn chương, thơ và lời nói như một công cụ để nhận thức chính trị. Các nhà nữ quyền như Sarojini Naidu và Begum Rokeya đã thúc đẩy việc giải phóng phụ nữ Ấn Độ và sự tham gia của họ vào chính trị quốc gia. Babasaheb Ambedkar đã bảo vệ sự nghiệp của những bộ phận khó khăn của xã hội Ấn Độ trong phong trào tự trị lớn hơn. Giai đoạn Chiến tranh Thế giới lần thứ hai đã chứng kiến đỉnh cao của các chiến dịch do Phong trào Khá Ấn Độ dẫn đầu bởi Quốc hội, và phong trào Quân đội Quốc gia Ấn Độ do Netaji Subhas Chandra Bose chỉ huy.
Phong trào tự trị Ấn Độ là một phong trào quần chúng bao gồm nhiều phần khác nhau của xã hội. Nó cũng trải qua một quá trình thay đổi về ý thức hệ liên tục. Mặc dù hệ tư tưởng cơ bản của phong trào này là chống thực dân, nó được hỗ trợ bởi một tầm nhìn về sự phát triển kinh tế tư bản độc lập cùng với cấu trúc chính trị thế tục, dân chủ, cộng hòa, và tự do dân chủ. Sau những năm 1930, phong trào này đã có định hướng xã hội chủ nghĩa vững chắc, do ảnh hưởng của nhu cầu của Bhagat Singh về Purn Swaraj (Hoàn thành Tự trị). Công việc của các phong trào này đã dẫn tới Đạo luật Độc lập Ấn Độ năm 1947, chấm dứt quyền bá chủ ở Ấn Độ và sự ra đời của Pakistan. Ấn Độ vẫn là Vương quốc của Hoàng gia cho đến ngày 26 tháng 1 năm 1950, khi Hiến pháp Ấn Độ có hiệu lực, thành lập Cộng hòa Ấn Độ; Pakistan là một cường quốc cho đến năm 1956, khi nó đã thông qua hiến pháp cộng hòa đầu tiên của nó. Năm 1971, Đông Pakistan tuyên bố độc lập như Cộng hòa Nhân dân Bangladesh.